# Rußbach (rivière)
Pour les articles homonymes, voir Rußbach.
La Rußbach est une rivière autrichienne d'une longueur de 71 km qui coule dans le land de la Basse-Autriche. Elle est un affluent direct du Danube.